# Great Race of Mercy

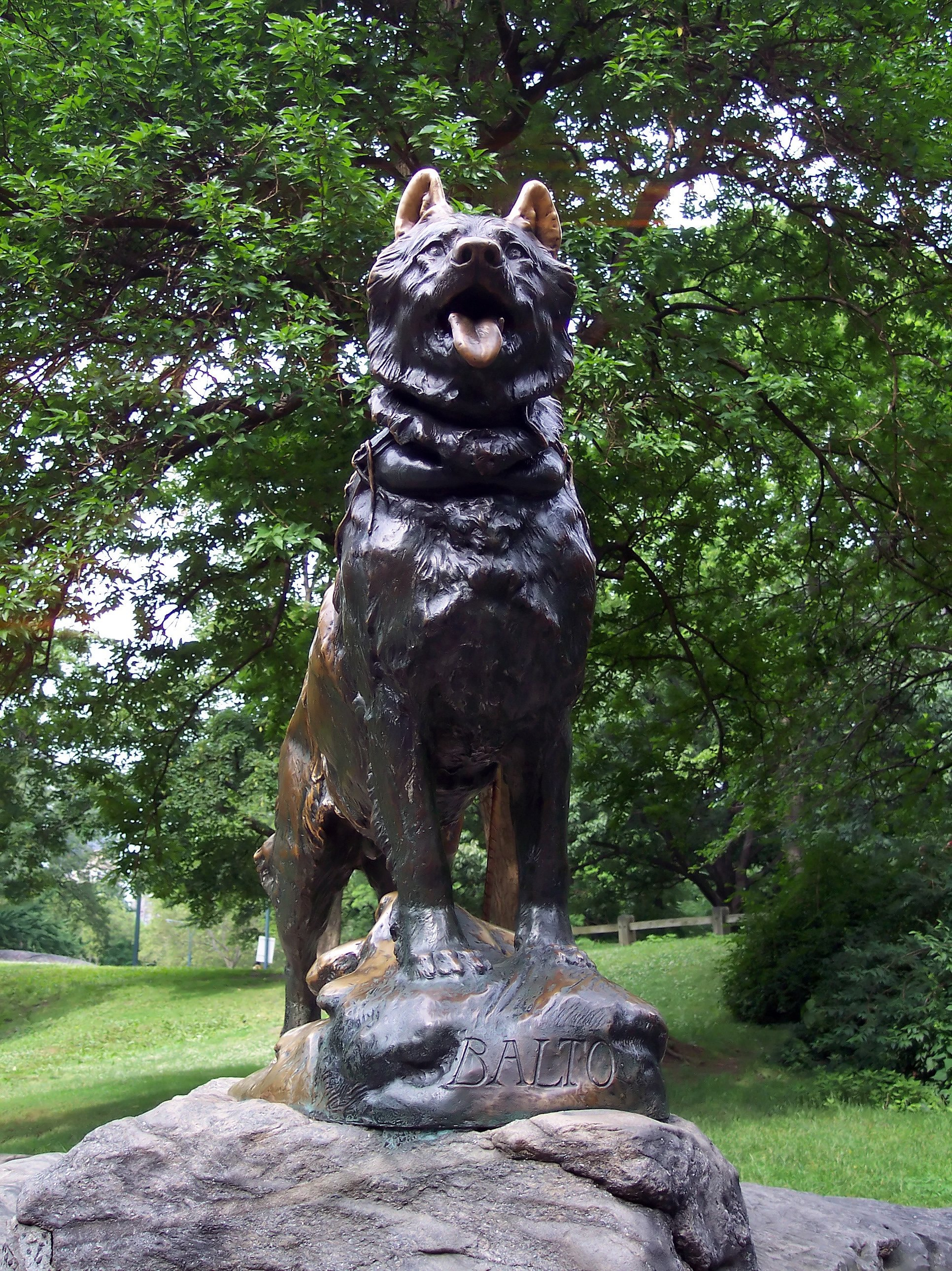
Standbeeld van Balto, de hond wiens team het laatste traject voltooide en die nadien uitgroeide tot het symbool van The Great Race of Mercy

De Great Race of Mercy, ook bekend als de Serum run to Nome, was een groots opgezette actie waarbij in de winter van 1925 20 menners en 150 sledehonden medicijnen tegen difterie vervoerden van Nenana naar Nome en omgeving. Daarmee werd een grootschalige uitbraak van difterie onder de kinderen en tieners van Nome voorkomen. Ze voltooiden het 1085 kilometer lange traject, waar normaal 25 dagen over werd gedaan, in een recordtijd van 5,5 dagen. Om deze snelheid mogelijk te maken werd een estafettesysteem toegepast waarbij het traject werd verdeeld in 20 stukken, met voor elk stuk een ander sledehondenteam.
Ten tijde van de Great Race of Mercy was de hondenslee nog altijd het primaire middel voor transport en communicatie in het poolgebied. De Great Race of Mercy wordt vaak gezien als de laatste grote actie van sledehonden voordat het vliegtuig en de sneeuwscooter hen verdrongen als primaire transportmiddelen.

## Omstandigheden
Nome ligt 2 graden ten zuiden van de poolcirkel. Hoewel de populatie sterk was verminderd sinds het einde van de goudkoorts begin 20e eeuw, gold het in 1925 nog altijd als de grootste plaats in Noord-Alaska. Er woonden in 1925 455 inheemse bewoners en 975 kolonisten.
Nome was over zee alleen te bereiken via een haven aan de zuidkust van het Seward-schiereiland. Deze was van november tot juli wegens ijsvorming echter ontoegankelijk voor schepen. De voornaamste verbinding van Nome met de buitenwereld was het Iditarod-traject, dat werd gebruikt door sledehondenteams. Deze liep van Nome over een afstand van 1510 kilometer naar de haven van Seward. In de praktijk hoefde echter nooit het volledige traject te worden benut daar er een treinverbinding was tussen Seward en Nenana.
De winter van 1925 was de koudste van de afgelopen 20 jaar als gevolg van een hogedrukgebied boven het poolgebied. Bovendien werd de route van de sledehonden geteisterd door sneeuwstormen.

## Epidemie
De enige arts in Nome en omstreken was Curtis Welch. Hij werd bijgestaan door vier verpleegsters en werkte in het Maynard Columbus-ziekenhuis. In de zomer van 1924 verliep zijn voltallige voorraad difteriemedicijnen (afkomstig uit 1918). Zijn verzoek om nieuwe medicijnen te sturen nu de haven van Nome nog ijsvrij was kwam echter te laat aan bij het hoofdkantoor in Juneau.
Tegen de winter doken er steeds meer tekenen op dat er een grote difterie-epidemie op het punt stond uit te breken. Een tweejarig kind uit het plaatsje Holy Cross vertoonde als eerste symptomen, en al snel volgden meer kinderen. Welch durfde de verlopen medicijnen niet te gebruiken uit angst dat deze de situatie alleen maar zouden verslechteren. De raad van Nome riep op tot quarantaine van alle difteriepatiënten. Verpleegster Emily Morgan kreeg de taak hierop toe te zien.
Op 22 januari 1925 stuurde Welch een telegram via het Washington-Alaska Military Cable and Telegraph System, waarmee hij alle grote steden in Alaska waarschuwde. Ook stuurde hij een bericht naar de gouverneur in Juneau:

An epidemic of diphtheria is almost inevitable here STOP I am in urgent need of one million units of diphtheria antitoxin STOP Mail is only form of transportation STOP I have made application to Commissioner of Health of the Territories for antitoxin already STOP There are about 3000 white natives in the district

Op 24 januari waren al enkele kinderen gestorven en werd bij nog eens 20 nieuwe gevallen difterie vastgesteld. In totaal werden 10.000 mensen in en rond Nome aangewezen als risicogroep.

## Planning
Op 24 januari 1925 hield Mark Summers, die verantwoordelijk was voor de volksgezondheid van Alaska, een spoedvergadering. Hij kwam met het idee om twee teams van sledehonden in te zetten voor het vervoer van het medicijn; één zou vertrekken vanuit Nenana en één uit Nome. Ze zouden elkaar dan halverwege, bij Nulato, ontmoeten en het medicijn overdragen. Zijn werknemer, Leonard Seppala, bood zich aan voor het traject Nome-Nulato daar hij al meerdere sledehondenraces had gewonnen en dit traject reeds had voltooid in een recordtijd van vier dagen.
Burgemeester Maynard wilde liever een vliegtuig inzetten. Een jaar eerder was het eerste vliegtuig, speciaal gemaakt voor winterse omstandigheden, gebouwd in Fairbanks. De weersomstandigheden waren echter zelfs voor dit vliegtuig slecht en de enige piloten die ervaring hadden met het toestel verbleven in de Verenigde Staten. Er zou dus een onervaren piloot moeten worden ingezet. De poolnacht maakte verder dat het vliegtuig minder lang kon vliegen bij daglicht. Hoewel het vliegtuig in theorie sneller zou zijn, werd uiteindelijk besloten dat de risico’s te groot waren.
Toen unaniem werd besloten om voor sledehonden te kiezen, werd Summers’ originele plan van twee teams op aandringen van gouverneur Scott Bone uitgebreid naar een estafette met meerdere teams die dag en nacht zouden doorreizen. Een noodvoorraad van 300.000 eenheden serum werd samengesteld voor transport naar Nome om de epidemie in toom te houden tot een grotere voorraad kon worden geleverd.

## Traject

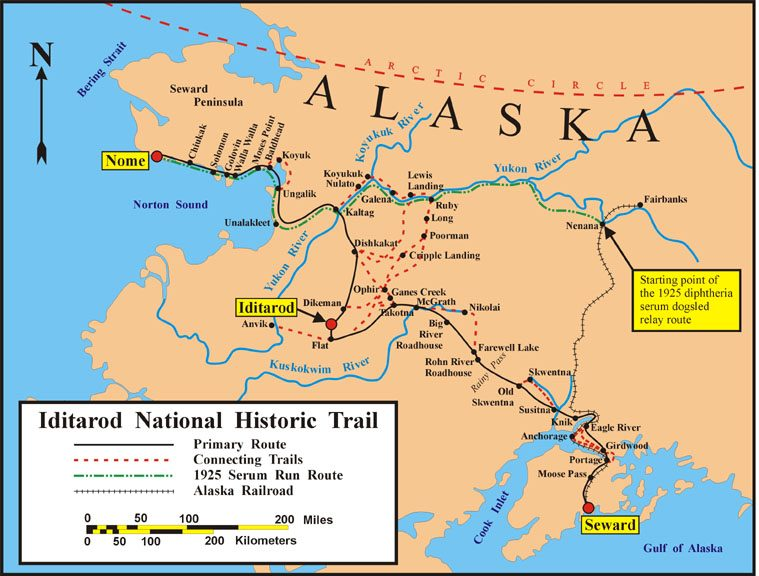
Kaart van de historische en huidige Iditarod-routes.

### Opzet
Het volledige schema van het traject zag er als volgt uit:
| Start      | Menner              | Traject                            | Afstand       |
| ---------- | ------------------- | ---------------------------------- | ------------- |
| 27 januari | "Wild" Bill Shannon | Nenana - Tolovana                  | 84 kilometer  |
| 28 januari | Edgar Kallands      | Tolovana - Manley Hot Springs      | 50 kilometer  |
|            | Dan Green           | Manley Hot Springs - Fish Lake     | 45 kilometer  |
|            | Johnny Folger       | Fish Lake - Tanana                 | 42 kilometer  |
| 29 januari | Sam Joseph          | Tanana - Kallands                  | 55 kilometer  |
|            | Titus Nikolai       | Kallands - Nine Mile Cabin         | 39 kilometer  |
|            | Dan Corning         | Nine Mile Cabin - Kokrines         | 48 kilometer  |
|            | Harry Pitka         | Kokrines - Ruby                    | 48 kilometer  |
|            | Bill McCarty        | Ruby - Whiskey Creek               | 45 kilometer  |
|            | Edgar Nollner       | Whiskey Creek - Galena             | 39 kilometer  |
| 30 januari | George Nollner      | Galena - Bishop Mountain           | 29 kilometer  |
|            | Charlie Evans       | Bishop Mountain - Nulato           | 48 kilometer  |
|            | Tommy Patsy         | Nulato - Kaltag                    | 58 kilometer  |
|            | Jackscrew           | Kaltag - Old Woman Shelter         | 64 kilometer  |
|            | Victor Anagick      | Old Woman Shelter - Unalakleet     | 55 kilometer  |
| 31 januari | Myles Gonangnan     | Unalakleet - Shaktoolik            | 64 kilometer  |
|            | Henry Ivanoff       | Shaktoolik – net buiten Shaktoolik | 0 kilometer   |
|            | Leonhard Seppala    | Net buiten Shaktoolik - Golovin    | 146 kilometer |
| 1 februari | Charlie Olson       | Golovin - Bluff                    | 40 kilometer  |
|            | Gunnar Kaasen       | Bluff - Nome                       | 85 kilometer  |

### Verloop
Het pakket met de medicijnen arriveerde op 27 januari om 9 uur ’s avonds in Nenana. De eerste menner, "Wild Bill" Shannon, vertrok meteen na ontvangst, ondanks de nachtelijke temperatuur van −45.6 °C en het feit dat hij enkel onervaren honden had. Hij moest met zijn honden onder andere een stuk over een bevroren rivier daar het officiële pad onbegaanbaar was geworden. Shannon liep tijdens zijn route onderkoeling op. Bij zijn aankomst in Tolovana had hij onder andere bevriezing aan zijn gezicht. Drie van Shannons honden overleefden de tocht niet.
Edgar Kallands had de dag voor hij aan zijn traject moest beginnen reeds 110 kilometer gereisd om op tijd in Tolovana te zijn. Kallands legde zijn traject af bij een temperatuur van −48.9 °C.
Oorspronkelijk zou Seppala het hele traject Nulato-Nome voor zijn rekening nemen, maar omdat de epidemie snel om zich heen greep, had gouverneur Bone besloten ook op dit deel van de route extra teams in te zetten. Seppala was reeds vanuit Nome vertrokken naar Naluto met zijn honden en dus was het niet mogelijk hem van de gewijzigde plannen op de hoogte te stellen. De andere teams moesten hem waarschuwen als ze hem tegenkwamen. Het was Ivanoff die kort na zijn vertrek uit Shaktoolik, Seppala en zijn team tegenkwam en het serum aan hem overdroeg. Seppala bracht het serum vervolgens naar Golovin.
Het laatste traject werd afgelegd door Seppala’s medewerker Gunnar Kaasen. Hij had een hondenteam dat werd geleid door Balto. Kaasen en zijn honden werden gehinderd door zware sneeuwstormen die het lastig maakten om hun weg te vinden. Eigenlijk zou Kaasen in Point Safety het serum moeten overdragen aan Ed Rohn. Omdat hij echter voorliep op schema was Rohns team nog niet klaar voor vertrek. Daar het weer verbeterde en zijn honden de vaart erin hielden besloot Kaasen daarom maar door te reizen. Hij arriveerde op 1 februari om half zes in de ochtend in Nome.

## Nasleep
Het aantal dodelijke slachtoffers van de epidemie kwam volgens officiële tellingen op 6 tot 7, maar volgens Welch lag het werkelijke aantal vermoedelijk veel hoger. In veel Eskimokampen buiten de stad werden de overledenen namelijk snel begraven zonder hun dood te melden bij de autoriteiten. Hoewel de lading serum die naar Nome werd vervoerd maar een klein deel van de totale zending was, was het genoeg om de epidemie te beëindigen.
Alle deelnemers aan de missie kregen nadien een bedankbrief van president Calvin Coolidge. De senaat legde tijdelijk haar werkzaamheden neer om de gebeurtenis te vieren. De menners kregen tevens een gouden medaille van de H.K. Mulford Company.
Kaasen en zijn hond Balto kregen de grootste eer. Balto werd door de media uitgeroepen tot het symbool van de missie. Hij stond onder andere model voor het standbeeld dat ter ere van alle menners en hun honden werd gemaakt en ging samen met Kaasen op tournee door de Verenigde Staten. Lang niet iedereen was het echter eens met deze heldenstatus van Balto, daar het langste en zwaarste traject afgelegd was door Seppala en zijn honden, aangevoerd door Togo. Geen van de andere menners kreeg zoveel aandacht als Kaasen. Alleen Wild Bill Shannon ging korte tijd op tournee met zijn hond Blackie.